# Augusto Béguinot
Augusto Béguinot (* 17. Oktober 1875 in Paliano, Provinz Frosinone; † 3. Januar 1940 in Genua) war ein italienischer Botaniker mit dem offiziellen Autorenkürzel „Bég.“.

## Leben
Béguinot studierte in Rom Naturwissenschaften, lehrte dann in Padua, Ferrara, Sassari, Messina, Modena und Genua.
Im Jahr 1925 gründete er die Zeitschrift Archivio Botanico, deren Herausgeber er bis 1939 war. Inhaltlich ging es bei diesem Magazin um die Systematik der Pflanzen, die Phytogeographie (Einfluss von Pflanzen auf den Raum) und Genetik.

## Leistung
Der Schwerpunkt Béguinots wissenschaftlicher Arbeit lag auf der Pflanzenkunde und Phytogeographie von Wildpflanzen italienischer und nordafrikanischer Gebiete. Er ordnete unbeschriebene Pflanzen in die botanische Taxonomie ein. Insgesamt 228 Gattungen, Pflanzenarten bzw. Subspezies tragen sein „Bég.“ im Namen.
Bis 1939 veröffentlichte er Artikel und schrieb Bücher, insgesamt in 194 Publikationen. Eine Liste stellte u. a. die Universität Pavia zusammen. Dazu kommen ungelistete Kommentare zu Artikeln anderer Wissenschaftler in Magazinen, die zu der Zeit die Funktion eines Diskussionsforums übernahmen.

## Schriften (Auswahl)
- Materiali per una flora delle isole Tremiti. Bulletino Soc. Botanica Italiana, 1909, S. 200–212.
- Flora Padovana, Padua 1909–1914, 764 Seiten
- La flora, 1912, 51 Seiten
- Contributo alla flora della Libia (zusammen mit Antonio Vaccari), Rom 1912, 72 Seiten
- Contributo alla flora delle Isole del Capo Verde, Genua 1917, 65 Seiten
- La Botanica, Rom 1920, 116 Seiten, auch Englisch
- Una importante stazione di Tulipa silvestris L., 1932, 315 Seiten
- Caratteri fondamentali delle paludi pontine, Florenz 1935, 124 Seiten